# شورای عالی حوزه‌های علمیه
شورای عالی حوزه علمیه قم تشکلی از علما و خبرگان اسلامی است، که عهده‌دار سیاست‌گذاری و برنامه‌ریزی کلان در بخشهای مختلف آموزشی، اخلاقی، تبلیغی، اجتماعی، و معیشتی حوزه علمیه قم و سایر حوزه‌هایی که از امکانات و خدمات حوزه علمیه قم استفاده می‌کنند، می‌باشد.

## بنیان‌گذاری
تشکیل این نهاد، با تشکیل شورای عالی جدید حوزه علمیه که از سوی جامعه مدرسین، پیشنهاد و مورد تصویب آیات عظام سید علی خامنه‌ای، سید محمدرضا گلپایگانی و محمدعلی اراکی قرار گرفت، صورت گرفت.

## اهداف
1. ایجاد شرایط لازم برای پرورش فقهای بزرگ و مفسران و متکلمان و فلاسفه و خطبای اسلامی و محققان، در رشته‌های مختلف علوم دینی و تربیت کادر مورد نیاز حوزه و نظام جمهوری اسلامی ایران
2. ارتقای کیفی و کمی امور گزینشی، تحقیقی، تبلیغی، اخلاقی، سیاسی و معیشتی حوزه‌های علمیه
3. حفظ استقلال حوزه در تمام جهات، طبق توصیه‌های آیات عظام سید روح‌الله خمینی و سید علی خامنه‌ای و مراجع تقلید
4. تواناسازی هر چه بیشتر حوزه‌ها، در پاسخگویی به نیازهای فرهنگی جوامع بشری
5. فراهم‌آوردن زمینه‌های مطلوب، جهت استفاده از حوزویان
6. برنامه‌ریزی در جهت مقابله همه‌جانبه با تهاجم بر ضداسلام و مکتب اهل بیت، از سوی دشمنان و منحرفان؛
7. تهیه و تصویب برنامه‌های لازم، در جهت تحکیم و تقویت مبانی انقلاب و نظام اسلامی.[۱]

## اعضای کنونی
اعضای کنونی (دوره نهم):
1. مهدی شب‌زنده‌دار
2. محمود رجبی
3. محمود عبداللهی
4. علیرضا اعرافی
5. سید محمد غروی
6. محسن اراکی
7. جواد مروی

## اعضای پیشین
اعضای دوره هشتم:
1. مهدی شب‌زنده‌دار
2. محمود رجبی
3. سید هاشم حسینی بوشهری
4. علیرضا اعرافی
5. سید احمد خاتمی
6. محسن اراکی
7. جواد مروی

اعضای دوره هفتم:
1. رضا استادی
2. مرتضی مقتدایی
3. سید هاشم حسینی بوشهری
4. علیرضا اعرافی
5. سید احمد خاتمی
6. سید محمد غروی
7. جواد مروی

اعضای دوره ششم:
1. سید هاشم حسینی بوشهری
2. رضا استادی
3. مرتضی مقتدایی
4. سید محمد غروی
5. سید احمد خاتمی
6. ابوالقاسم وافی یزدی
7. علی نکونام گلپایگانی

اعضای دوره پنجم:
1. سید هاشم حسینی بوشهری
2. رضا استادی
3. مرتضی مقتدایی
4. سید محمد غروی
5. سید احمد خاتمی
6. محمد یزدی
7. محمد مومن قمی
8. محمود عبداللهی
9. محمود رجبی

اعضای دوره چهارم:
1. رضا استادی
2. مرتضی مقتدایی
3. سید محمد غروی
4. محمدتقی مصباح یزدی
5. محمد مومن قمی
6. محمود عبداللهی
7. سید محمد غروی
8. مهدی شب‌زنده‌دار
9. محمود رجبی

اعضای دوره سوم:
1. سید هاشم حسینی بوشهری
2. حسین راستی کاشانی
3. محمد مومن قمی
4. رضا استادی
5. مرتضی مقتدایی
6. محمدتقی مصباح یزدی
7. ابوالقاسم وافی یزدی
8. سید محمد غروی

اعضای دوره دوم:
1. ناصر مکارم شیرازی
2. حسین راستی کاشانی
3. عباس محفوظی
4. رضا استادی
5. مرتضی مقتدایی
6. سید محمود هاشمی شاهرودی
7. علی افتخاری

اعضای دوره اول:
1. ناصر مکارم شیرازی
2. حسین راستی کاشانی
3. محمد مومن قمی
4. عباس محفوظی
5. رضا استادی
6. سید حسن طاهری خرم آبادی